# Горња Тузла
Горња Тузла је насељено мјесто у саставу града Тузла, Федерација Босне и Херцеговине, БиХ.

## Становништво
| Националност       | 1991.          | 1981.          | 1971.          |
| Муслимани          | 2.970 (91,75%) | 2.500 (81,77%) | 2.894 (96,78%) |
| Хрвати             | 85 (2,62%)     | 16 (0,52%)     | 17 (0,56%)     |
| Срби               | 17 (0,52%)     | 1 (0,03%)      | 48 (1,60%)     |
| Југословени        | 99 (3,05%)     | 519 (16,97%)   | 16 (0,53%)     |
| остали и непознато | 66 (2,03%)     | 21 (0,68%)     | 15 (0,50%)     |
| Укупно             | 3.237          | 3.057          | 2.990          |